# 俺に働けって言われても
『俺に働けって言われても』（おれにはたらけっていわれても）は、イースマイル開発・販売のコンピュータRPG。2012年4月24日にPlayStation Storeにおいて、PlayStation Portable用ダウンロードソフトとして配信開始された。引きこもりの主人公が冒険者を雇ってダンジョンを探索させ、それによって手に入るアイテムを売却し収入を得るという内容。ダウンロード専売ながら、販売本数は3万7千本を越えるヒットを記録した。
2013年4月24日にはリメイク版『俺に働けって言われても 乙』が発売。「乙」には「ぱっと見『2』に見える」「甲乙丙で考えると2番目」「『ユーザーがんばれ』という意味を込めてネットスラングの『乙』」といった意味が含まれている。システムの見直しや追加を行い、インターフェースの操作性を改修している。
2014年3月26日には『乙』をPlayStation Vita向けに最適化した『俺に働けって言われても 乙 HD』が発売。

## ゲーム内容
ゲームは「自室での行動」「冒険者のスケジュール設定」「冒険者の行動」「冒険者のリザルト」の4つのパートで構成される。
「自室での行動」では、主人公と宿屋の大家リリウム・マクラツム（乙での声 - 東山奈央 / 原由実）の会話や冒険者への指示、村を眺めるなどの行動を決める。「冒険者のスケジュール設定」では冒険者の雇用や、ダンジョン探索・強化のための訓練といった行動の設定を行う。「冒険者の行動」では、設定されたスケジュールを冒険者が行う。ここではゲームがリアルタイムで進み、冒険者の行動を逐一閲覧可能。「冒険者のリザルト」では1日の冒険者の行動を確認可能。
月初めには家賃の支払いが行われる。支払えない場合はゲームオーバーとなる。

## 開発
開発元のイースマイルの本業はゲーム開発系の人材派遣会社であり、業界内では一定の認知度はあったものの、ユーザーにはあまり知られていなかったため、広告的な意味も含めて本作品を制作した。
ディレクターの吉田尚幹によればプランニングは2、3か月、制作は10か月ほどかかっている。これについて時間がかかり過ぎで、今後もこれを続けるのはきついので半年程度に抑えてほしいと会社から言われたという。その後吉田は『俺に働けって言われても』にはまだやり残したことがある、と思い至り、もし『2』を作ったらユーザーから挙がっている意見が反映できないとも考え、「短期間でのフルリメイク」である『乙』が制作されることとなった。

## 評価
2014年3月11日発表時点で本編は37,000本、ダウンロードコンテンツは150,000本以上を販売している。
配信直後の4月26日に発売された『電撃PlayStation Vol.517』のレビューコーナーでは、4人中3人がお勧めするというめったにない高評価を得た。2012年5月10日から23日までに電撃オンラインで集計されたアンケート「みんながオススメするダウンロード専用ソフトは?」では、配信されたばかりだったが第4位にランクインした。